# الحيوانات في قطر
قطر هي شبه جزيرة تقع على الساحل الشمالي الشرقي لشبه الجزيرة العربية على الحدود مع المملكة العربية السعودية من الجنوب وتحيط بها منطقة أخرى من الخليج العربي. المضيق يفصل قطر عن مملكة البحرين الجزيرة.
تم إنشاء محمية الشبرا للحياة البرية لتوفير ملاذ لمختلف الأنواع وهي أيضًا موقع لبرامج التربية. وتشمل الأنواع في المحمية: الببغاء Spix، الظبي بيرا، التمر الهندي الأسد الذهبي الرأس، ديباتاغ، Encephalartos، الفهد السودان والنعامة شمال أفريقيا.

## الحيوانات
وتشمل الحيوانات في قطر ابن آوى آسيوية، وكيب هاريس، وكاراكالات، وقنافذ صحراوية، والثعالب الحمراء، والقطط الحمراء، والضباع المخططة، والغزلان العربية، وجربوع فاغنر، والذئاب العربية. وتشمل الأنواع التي أدخلت dromedary والمها العربي. ويشمل الموئل الصحراء القاحلة وشبه القاحلة والكثبان الرملية والشواطئ وجزر المنغروف.
أكثر من 80 tahrs تسكن المناظر الطبيعية الجبلية في جزيرة حالول، بعد أن توسعت من مجموعة من ستة أفراد نقللأول مرة إلى الجزيرة في عام 1963.

## الطيور
وتشمل أنواع الطيور الصقر lanner (فالكو biarmicus)، الطنانة، السنونو، المارتيني، العصافير والفائم. بما في ذلك حمامة ناماكوا (أوينا كابينيس).
وفي الأراضي البحرية لجزيرة حالول، لوحظ ما لا يقل عن 38 نوعا من الطيور البحرية.
Fuwayrit هو موقع مهم للطيور. وسجلت دراسة استقصائية قصيرة الأجل في عام 2013 ما يزيد على 53 نوعا من الطيور قبالة الساحل.

## الحياة البحرية
وتشمل الموائل البحرية الشعاب المرجانية، والمستنقعات المالحة المدية، وأشجار المنغروف، وأسرة عشب البحر. وتشمل الأنواع البحرية مولوشا، ما يقرب من 150 نوعا من الأسماك بما في ذلك الكارانجيد، الأباطرة، النهاشات والشفاه الحلوة، فضلا عن باراكودا، الماعز، الهامور، سمك السحلية، سمك الأرانب، سمك القرش وزعانف الخيط. وهناك أيضا الدلافين البيضاء الصينية والدلافين الرمادية والخنازير السوداء بدون زعانف.
ومن المعروف أن الأطواق تتجمع قبالة سواحل البلاد. في سياق دراسة أجريت في عامي 1986 و 1999 على الخليج العربي، تم إجراء أكبر مشاهدات جماعية لأكثر من 600 شخص إلى غرب قطر.
رأس لفان وفويرت هما أهم موطنين للسلحفاة البحرية في قطر، حيث توفر جغرافيتهم الطبيعية أرضًا مناسبة للتكاثر، لا سيما داخل البصاق اتماقاً. خلال موسم تكاثر السلاحف البحرية (أواخر الربيع وأوائل الصيف)، تغلق وزارة البلدية والبيئة بعض الشواطئ أمام الزوار ودوريات دورية لمواقع التعشيش.

## الماشية
وتشمل الماشية الإبل والأغنام والماشية.
تشمل الحشرات والمفصليات في موطن الصحراء العربية العقارب والعناكب (بما في ذلك عرب جاليودس الكبار) والنمل والنحل والدبابير والعث والفراشات والخنافس. الخنافس السَكَرَة (Scarabaeoidea) هي النوع الأكثر شيوعا من الخنفساء في شبه الجزيرة وتستهلك الروث والمواد النباتية.

## الزواحف
الزواحف تشمل أكثر من 100 سحلية مثل أغاما ذات الذيل الشوكي، geckos، uromastyx المصرية (Uromastyx aegyptia)، الكوبرا، والأفاعي قرنية.